# Tabanera de Valdavia
Tabanera de Valdavia es un municipio y localidad española de la provincia de Palencia, en la comunidad autónoma de Castilla y León. El término municipal tiene una población de 22 habitantes (INE 2024).

## Geografía
Rodeado de frondosos pinares así como de importantes zonas de robledal.Límite de la zona pre-montañosa palentina con la comarca de la vega-valdavia,como así lo atestigua AEMET al incluirla dentro de la cordillera cantábrica de palencia.
Para llegar hay que tomar la carretera CL-615 desde Palencia hasta Saldaña y continuar por la P-225 en dirección a Cervera. Pasado el cruce de Valderrábano, acceder por la carretera PP-2309 hasta el pueblo, continuando esa misma carretera, hasta lo alto de la ermita de la Virgen del Rabanillo (1037 m s. n. m.) donde tiene su fin.

## Historia
La primera de estas anotaciones de las que se tiene noticia, tiene lugar el 15 de mayo de 1219, dentro de la documentación del monasterio santiaguista femenino de Santa Eufemia de Cozuelos, donde una tal Doña Juan, por el alma de su marido Gonzalvo Pétrez y por la remisión de sus pecados, concede al citado convento de y a la orden de Santiago la heredad que posee en Tabanera.
Hacia mediados del siglo XIX la villa tenía contabilizada una población de 197 habitantes. Aparece descrita en el decimocuarto volumen del Diccionario geográfico-estadístico-histórico de España y sus posesiones de Ultramar de Pascual Madoz de la siguiente manera:

TABANERA: v. con ayunt. en la prov. de Palencia (14 leg.), part. jud. de Saldaña (3), aud. terr. y c. g. de Valladolid (21), dióc. de León (15): sit. entre dos cuestas de bastante elevacion que forman un estrecho valle, por el cual corre el pequeño r. Abion; su clima resguardado de los vientos por las cuestas que dominan la pobl.; es poco frio y propenso á calenturas inflamatorias y catarrales. Consta de 53 casas de pobre construccion, la de ayunt., en la cual está la escuela de primeras letras, dotada con 2 1/2 cargas de trigo y la retribucion de los 30 jóvenes de ambos sexos que á ella concurren; una fuente dentro de la v. y varias fuera; igl. parr. (Santiago Apóstol) servida por un cura y beneficiado patrimoniales, y una ermita titulada Ntra. Sra. de Ravanillo. El térm. confina por N. con Villanueva de Abajo; E. Barrio Suso; S. Ayuela, y O. Pino del Rio: en su jurisd. se halla el desp. de San Martin. El terreno es de mediana calidad, y le cruza el citado r. que nace de una fuente que hay al N. de la pobl. y corre á unirse con el Valdavia; por N., E. y O. hay montes poblados de mata baja y arbustos. Los caminos son locales y en mediano estado: el correo se recibe de Carrion de los Condes, tres veces á la semana. prod.: trigo, centeno, avena, lino y algunas legumbres; se cria ganado lanar, vacuno y asnal; caza de liebres, perdices y alguna de mayor, y pesca de truchas y peces. ind.: la agrícola, 3 molinos harineros, algunos tejedores y oficios mecánicos. pobl.: 38 vec., 197 alm. cap. prod.: 70,620 rs. imp.: 1,796.
(Madoz, 1849, p. 539)

## Geografía humana

### Demografía
Cuenta con una población de 22 habitantes (INE 2024).
| Gráfica de evolución demográfica de Tabanera de Valdavia entre 1842 y 2021                                                                                                |
| |
| Población de derecho según los censos de población del INE Población de hecho según los censos de población del INEEn este censo se denominaba Tabanero de Valdavia: 1842 |

| 1900 | 1910 | 1920 | 1930 | 1940 | 1950 | 1960 | 1970 | 1981 | 1991 |
| 228  | 249  | 256  | 233  | 223  | 226  | 218  | 139  | 68   | 54   |

## Patrimonio

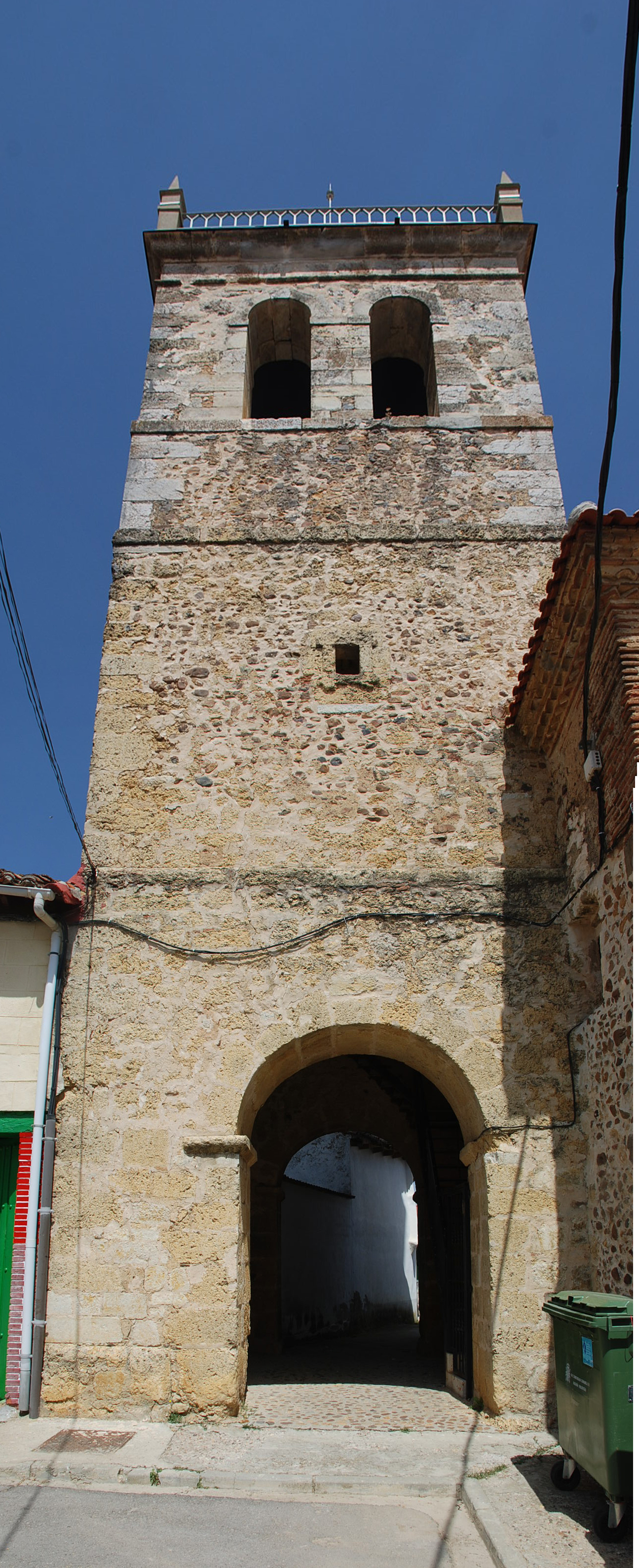
Iglesia de Santiago Apóstol

En la localidad se encuentra la iglesia de Santiago Apóstol.

## Festividades
- Santiago Apóstol: 25 de julio.
- Virgen de Rabanillo: domingo siguiente al que se celebre la Virgen del Valle.
- Día del Ángel: 1 de marzo.
- San Isidro Labrador: 15 de mayo.